# Mark Elderkin
Mark Elderkin es un actor suazi.

## Carrera
En el 2012 obtuvo un papel secundario en la película Death Race 3: Inferno donde interpretó al criminal Fury; uno de los conductores de la carrera que muere luego de chocar su coche en el desierto.
En el 2013 obtuvo un pequeño papel en la película Mandela: Long Walk to Freed donde interpretó a un oficial de la ciudad de Sophia; la película es una adaptación cinematográfica de la obra autobiográfica "Long Walk to Freedom" escrita por Nelson Mandela.
En el 2014 apareció como personaje recurrente en la primera temporada de la serie Black Sails donde interpretó al pastor Lambrick.

## Filmografía
- Series de Televisión.:

| Año  | Serie                 | Personaje       | Notas                              |
| ---- | --------------------- | --------------- | ---------------------------------- |
| 2014 | Black Sails           | Pastor Lambrick | 4 episodios                        |
| 2008 | Special Forces Heroes | Danny Mathews   | episodio "Operation Certain Death" |
| 2007 | Wild at Heart         | Trevor          | episodio # 2.8                     |
| 2005 | The Triangle          | Operador ROV    | episodio # 1.1 - miniserie         |

- Película.:

| Año  | Título                      | Personaje             | Notas |
| ---- | --------------------------- | --------------------- | --- |
| 2014 | Konfetti                    | Ivan                  | junto a Casey B. Dolan, Kim Engelbrecht, Christel Van den Bergh, Nico Panagiotopoulos & Casper de Vries        |
| 2013 | Mandela: Long Walk to Freed | Oficial               | junto a Idris Elba, Naomie Harris, Tony Kgoroge, Riaad Moosa, Fana Mokoena & Thapelo Mokoena, Jamie Bartlett   |
| 2013 | Alle Macht den Kindern      | Oficial de la Policía | junto a Hannes Jaenicke, Rebecca Immanuel, Johanna Werner, Max Boekhoff & Heike Brunner                        |
| 2012 | Restless                    | Paul                  | junto a Hayley Atwell, Rufus Sewell, Michelle Dockery, Michael Gambon, Charlotte Rampling & Thekla Reuten      |
| 2012 | Death Race 3: Inferno       | Fury                  | junto a Luke Goss, Tanit Phoenix, Dougray Scott, Danny Trejo, Ving Rhames, Jeremy Crutchley & Langley Kirkwood |
| 2012 | Dark Tide                   | Tommy Phillips        | junto a Halle Berry, Olivier Martinez, Sizwe Msutu, Thoko Ntshinga & Henrik Vos                                |
| 2011 | Skeem                       | Josh                  | junto a Wandile Molebatsi, Kurt Schoenraad, Lilani Prinsen, Grant Swanby & Michelle Scott                      |
| 2007 | Goodbye Bafana              | Vosloo                | junto a Joseph Fiennes, Dennis Haysbert, Diane Kruger, Patrick Lyster & Shiloh Henderson                       |
| 2006 | Crossroads                  | Mathew Colley         | junto a Abena Ayivor, Nick Boraine, Jan Ellis & Karl Thaning                                                   |

- Departamento de Arte.:

| Año  | Título  | Notas                |
| ---- | ------- | -------------------- |
| 2005 | Wah-Wah | departamento de arte |